# 卡斯維爾 (密蘇里州)
卡斯維爾（英語：Cassville）是位於美國密蘇里州巴里縣的城市。同時該地也是巴里縣的縣治。

## 人口
根據2020年美國人口普查的數據，卡斯維爾的面積為8.87平方千米，皆為陸地。當地共有人口3190人，而人口密度為每平方千米360人。